# Allonuncia grandis
Allonuncia grandis is een hooiwagen uit de familie Triaenonychidae. De wetenschappelijke naam van Allonuncia grandis gaat terug op Hickman.